# Тааві Аас
Тааві Аас (ест. Taavi Aas, нар. 10 січня 1966, Таллінн, Естонська РСР, СРСР) — естонський політичний і державний діяч. Член Центристської партії Естонії. У минулому — міністр економіки та інфраструктури Естонії (2019—2022) та мер Таллінна (2017—2019).

## Життєпис

### Походження та навчання
Тааві Аас народився 10 січня 1966 року в Таллінні. Навчався в Гімназії Густава Адольфа, яку закінчив у 1984 році. У 1991 році закінчив факультет економіки та організації сільського господарства Естонської сільськогосподарської академії, після чого працював головним економістом на Пилтсамааському молокозаводі та радником з економічних питань у міській управі Пилтсамаа .
Володіє естонською, англійською, російською та фінською мовами .
У 1993 році став виконавчим директором Пилтсамааського молочного об'єднання. З 1997 по 2005 рік працював фінансовим директором компанії E-PIIM, ставши в 2004 році також членом правління .

### Політична діяльність
У квітні 2005 року Аас обраний віце-мером Таллінна. На цій посаді керував роботою Талліннської міської ради планування та Талліннської транспортної ради. Під його безпосереднім керівництвом Таллінн перейшов у січні 2013 року на безкоштовний для містян громадський транспорт.
У 2010 році обраний головою правління  Асоціації міст Естонії. Після призупинення повноважень мера Таллінна Едгара Савісаара у вересні 2015 року виконання обов'язків мера було покладено на віце-мера Тааві Ааса.
15 травня 2017 року Аас був затверджений як кандидат на посаду мера Таллінна від Центристської партії. 9 листопада 2017 року Талліннським міським зборами обрано мером міста .
11 квітня 2019 року передав посаду новому меру Михайлу Килварту, оскільки був обраний до законодавчого органу Естонії та став депутатом Рійгікогу .
29 квітня 2019 року був призначений на посаду міністра економіки та інфраструктури Естонії у другому уряді Юрі Ратаса, з 26 січня 2021 року продовжив роботу у складі уряду Каї Каллас. Звільнений з посади 3 червня 2022 року.
21 грудня 2019 року Аас був обраний головою наглядової ради Талінського телебачення.